# Platinum Stars Football Club
Il Platinum Stars Football Club è stata una società calcistica sudafricana, con sede nella città di Phokeng.

## Storia
Fu fondata nel 1998 da Joseph 'Tycoon' Mapfulagasha. Inizialmente chiamata Mapate Silver Stars, ha cambiato nome in Platinum Stars F.C. quando, nel 2007, Royal Bafokeng acquistò il 51% del club e spostò la sede nel Royal Bafokeng Sports Palace nel Phokeng, vicino a Rustenburg nella provincia del North West.

## Strutture

### Stadio
Lo stadio ufficiale è il Royal Bafokeng Stadium. 
Inaugurato nel 1999, è situato in Phokeng. Di proprietà del Royal Bafokeng Nation è stato utilizzato anche per la FIFA Confederations Cup del 2009 e per la FIFA World Cup (Mondiali di calcio) del 2010.
Per questi eventi è stata aumentata la sua capacità da 38 000 a 42 000 persone, con l'aggiunta di un livello in più sulla tribuna principale.
Altri miglioramenti della struttura originale sono stati l'installazione di nuovi tabelloni elettronici, l'acquisto di nuovi sedili e il potenziamento dei proiettori e del sistema di comunicazione al pubblico.
Oltre alla pista di atletica e al campo da calcio, lo stadio vanta anche un complesso di campi per il tennis, basket e pallavolo, un centro acquatico per nuoto e pallanuoto.

## Società

### Organigramma societario
- Allenatore: Cavin Johnson
- Assistente: Allan Freese & Willem Jackson
- Preparatore dei portieri: Alex Heredia
- Fitness trainer: Kabelo Rangoaga
- Responsabile della gioventù: Allan Freese
- Team manager: Obed Legobate
- Assistente del team manager: Boy Diale
- Dottore: Kebalepile Mokgethi
- Fisioterapista: Godfrey Sepuru
- Massaggiatore: Zami Mbatha
- Autista: Rufus Maunatlala

### Nomi precedenti
Prima di avere il nome attuale, durante la sua storia, la squadra si è chiamata anche:
Mapate Silver Stars, Tycoon Silver Stars e HP Silver Stars.

### Sponsor
Umbro

Royal Marang

### Record
Maggiori presenze: Stanley Kgatla (229)

Più gol: Dingane Masanabo (27)

Maggiori presenze in una stagione: Edward Williams (34) (2003/04)

Più gol in una stagione: Hareaipha Morumo (2006/07), Bradley Grobler (2010/11), (13)

Vittoria da record: 5-0 contro i Dolphins FC (il 7/3/12, Nedbank Cup)

Sconfitta da record: 0-6 contro i Golden Arrows (il 18/3/09, Absa Premiership)

## Palmarès

### Competizioni nazionali
- Coppa di Lega sudafricana: 2

2006, 2013
- MTN 8: 1

2013
- National First Division: 1

2002-2003
- Second Division: 1

Northern Province Stream: 1998-1999

### Altri piazzamenti
- Premier Soccer League:

Secondo posto: 2006-2007, 2012-2013
Terzo posto: 2015-2016
- Coppa di Lega sudafricana:

Finalista: 2003, 2014
- National First Division:

Secondo posto: 2000-2001

## Organico

### Rosa 2015-2016
| N. |                      | Ruolo | Calciatore           |
| -- | -------------------- | ----- | -------------------- |
| 1  | Senegal (bandiera)   | P     | Bouna Coundoul       |
| 2  | Sudafrica (bandiera) | D     | Vuyo Mere            |
| 4  | Sudafrica (bandiera) | C     | Kulegani Madondo     |
| 5  | Sudafrica (bandiera) | D     | Gift Sithole         |
| 6  | Sudafrica (bandiera) | C     | Letladi Madubanya    |
| 7  | Sudafrica (bandiera) | C     | Masibusane Zongo     |
| 8  | Sudafrica (bandiera) | C     | Ryan De Jongh        |
| 10 | Sudafrica (bandiera) | A     | Ndumiso Mabena       |
| 12 | Sudafrica (bandiera) | A     | Eleazar Rodgers      |
| 14 | Sudafrica (bandiera) | D     | Tintswalo Tshabalala |
| 15 | Sudafrica (bandiera) | C     | Sibusiso Msomi       |
| 16 | Sudafrica (bandiera) | P     | Kagisho Mlambo       |
| 17 | Malawi (bandiera)    | A     | Robin Ngalande       |
| 18 | Sudafrica (bandiera) | C     | Kobamelo Kodisang    |
| 19 | Togo (bandiera)      | D     | Emmanuel Mathias     |

| N. |                      | Ruolo | Calciatore        |
| -- | -------------------- | ----- | ----------------- |
| 20 | Sudafrica (bandiera) | D     | Siboniso Gumede   |
| 21 | Sudafrica (bandiera) | D     | Siyabonga Zulu    |
| 22 | Malawi (bandiera)    | C     | Robert Ng'ambi    |
| 23 | Sudafrica (bandiera) | C     | Tlou Segolela     |
| 24 | Sudafrica (bandiera) | C     | Mduduzi Nyanda    |
| 25 | Sudafrica (bandiera) | D     | Isaac Nhlapo      |
| 26 | Sudafrica (bandiera) | C     | Thabiso Semenya   |
| 27 | Sudafrica (bandiera) | A     | Bongi Ntuli       |
| 28 | Sudafrica (bandiera) | C     | Solomon Mathe     |
| 29 | Sudafrica (bandiera) | D     | Michael Mabule    |
| 31 | Sudafrica (bandiera) | P     | Mbongeni Mzimela  |
| 32 | Sudafrica (bandiera) | P     | Cyril Chibwe      |
|    | Sudafrica (bandiera) | D     | Thamsanqa Gwabeni |
|    | Sudafrica (bandiera) | P     | Nhlakanipho Duma  |